# Club de Foot-ball Tipografía Nacional
El Club de Foot-ball Tipografía Nacional fou un club guatemalenc de futbol de la ciutat de Guatemala.

## Història
Fou un dels clubs més destacats del futbol guatemalenc del segle XX pel que fa a títols assolits. Va ser fundat el 1924 per l'empresa nacional d'impressió Tipografía Nacional. Ingressà a la Lliga Capitalina el 1928, campionat que guanyà en tres ocasions entre 1938 i 1940. També guanyà tres lligues nacionals entre 1943 i 1953. El 1981, en finalitzar darrer a primera divisió, descendí a la divisió B (la segona categoria). Dues temporades més tard retornà a primera (Liga Mayor) però tornà a descendir la temporada 1992-93; en grau mesura per la falta de suport financer. Seguí perdent categories fins a desaparèixer definitivament el 2002.

## Palmarès
- Lliga guatemalenca de futbol: 3[3]
  - 1943, 1944-45, 1952-53

- Lliga Capitalina: 3
  - 1938, 1939, 1940